# Jozef Molnár
Jozef Molnár (1920 – 1993) è stato un calciatore slovacco, di ruolo portiere.

## Carriera

### Nazionale
Ha collezionato 1 presenza con la propria Nazionale.

## Statistiche

### Cronologia presenze e reti in Nazionale
| Cronologia completa delle presenze e delle reti in nazionale ― Slovacchia | Cronologia completa delle presenze e delle reti in nazionale ― Slovacchia | Cronologia completa delle presenze e delle reti in nazionale ― Slovacchia | Cronologia completa delle presenze e delle reti in nazionale ― Slovacchia | Cronologia completa delle presenze e delle reti in nazionale ― Slovacchia | Cronologia completa delle presenze e delle reti in nazionale ― Slovacchia | Cronologia completa delle presenze e delle reti in nazionale ― Slovacchia | Cronologia completa delle presenze e delle reti in nazionale ― Slovacchia |
| Data                                                                      | Città                                                                     | In casa                                                                   | Risultato                                                                 | Ospiti                                                                    | Competizione                                                              | Reti                                                                      | Note                                                                      |
| ------------------------------------------------------------------------- | ------------------------------------------------------------------------- | ------------------------------------------------------------------------- | ------------------------------------------------------------------------- | ------------------------------------------------------------------------- | ------------------------------------------------------------------------- | ------------------------------------------------------------------------- | ------------------------------------------------------------------------- |
| 23-8-1942                                                                 | Bratislava                                                                | Slovacchia                                                                | 1 – 0                                                                     | Romania                                                                   | Amichevole                                                                | -                                                                         |                                                                           |
| Totale                                                                    |                                                                           | Presenze                                                                  | 1                                                                         |                                                                           | Reti                                                                      | 0                                                                         |                                                                           |